# Valfenera
Valfenera é uma comuna italiana da região do Piemonte, província de Asti, com cerca de 2.128 habitantes. Estende-se por uma área de 22 km², tendo uma densidade populacional de 97 hab/km². Faz fronteira com Cantarana, Cellarengo, Dusino San Michele, Ferrere, Isolabella (TO), Montà (CN), Villanova d'Asti.

## Demografia
| Variação demográfica do município entre 1861 e 2011                               |
|                                                                                   |
| Fonte: Istituto Nazionale di Statistica (ISTAT) - Elaboração gráfica da Wikipedia |